# Kõrkvere
Koordinaten: 58° 29′ N, 23° 14′ O

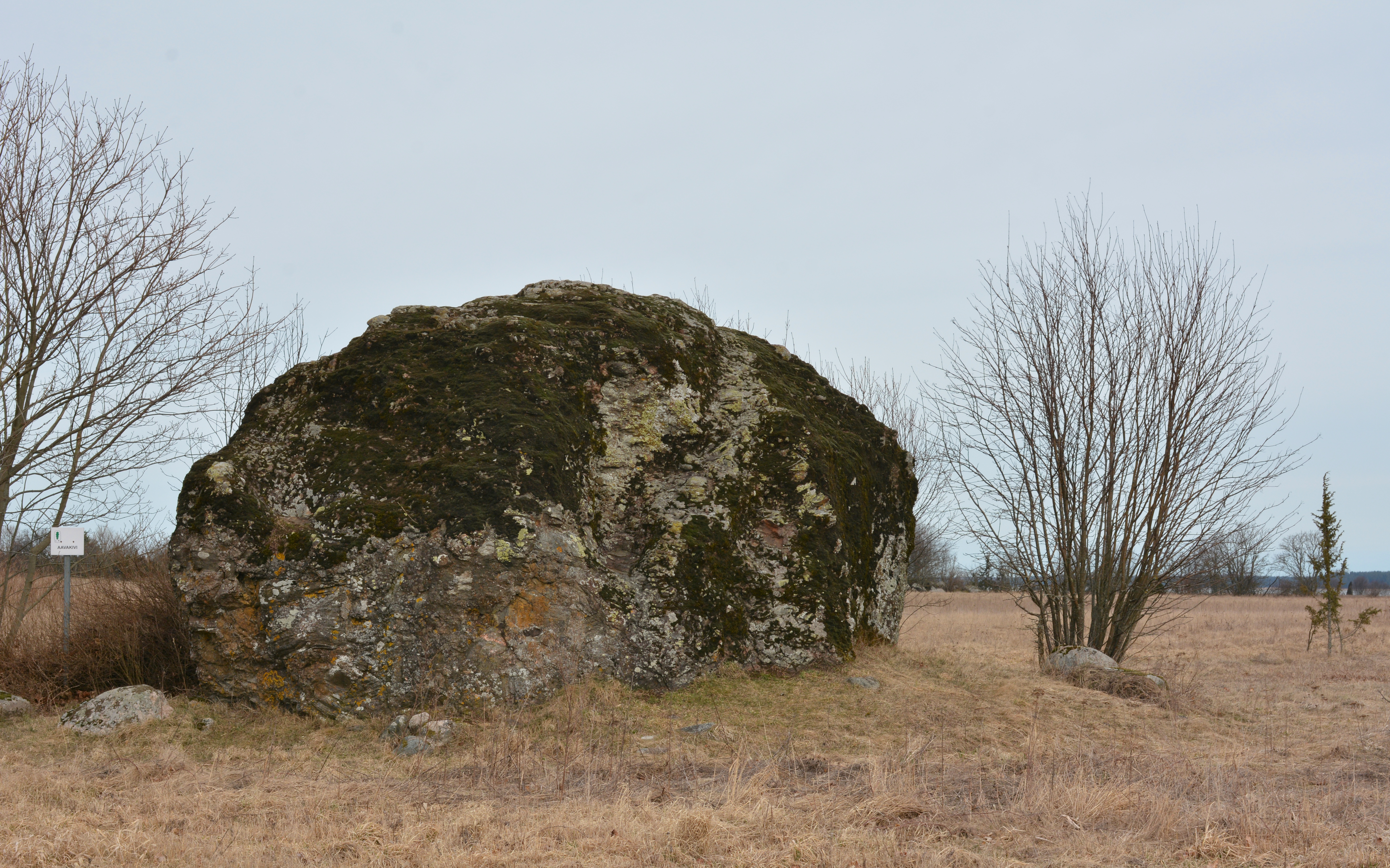
Irrblock von Kõrkvere

Kõrkvere (deutsch Körkwere) ist ein Dorf (estnisch küla) auf der größten estnischen Insel Saaremaa. Es gehört zur Landgemeinde Saaremaa (bis 2017: Landgemeinde Pöide) im Kreis Saare.

## Beschreibung
Das Dorf hat 57 Einwohner (Stand 31. Dezember 2011). Es liegt direkt an der Ostsee am Väike väin (Kleiner Sund), der Meerenge zwischen den Inseln Saaremaa und Muhu.
Die massive Holländerwindmühle von Kõrkvere mit ihrem Wirtschaftshaus wurden in den 1930er Jahren errichtet. Die Anlage steht heute unter Denkmalschutz.
Nördlich des Dorfkerns liegt der ehemalige Fischereihafen Pae (Pae sadam). Die Hafenanlagen und die Mole sind heute weitgehend verfallen.

## Irrblock
Bekannt ist Kõrkvere auch durch einen 4,5 Meter hohen Irrblock. Er ist 9,8 Meter lang und 6,9 Meter breit. Sein Umfang beträgt 25,2 Meter.